# Stigmaphyllon abutilifolium
Stigmaphyllon abutilifolium är en tvåhjärtbladig växtart som först beskrevs av Adrien Henri Laurent de Jussieu, och fick sitt nu gällande namn av C.E.Anderson. Stigmaphyllon abutilifolium ingår i släktet Stigmaphyllon och familjen Malpighiaceae. Inga underarter finns listade i Catalogue of Life.